# Radek Drulák
Radek Drulák (* 12. ledna 1962, Hulín) je bývalý český fotbalový útočník, reprezentant České republiky a Československa, držitel stříbrné medaile z mistrovství Evropy roku 1996, vítěz ankety Fotbalista roku 1995 a Osobnost ligy 1996, dvojnásobný nejlepší střelec 1. české ligy (1995, 1996) a v dresu VfB Oldenburg nejlepší střelec 2. německé Bundesligy (21 gólů v sezóně 1991/92). Mimo České republiky (resp. Československa) hrál v Německu a Rakousku.
V reprezentaci odehrál 19 utkání, z toho 3 ještě v dresu Československa, 16 pak za samostatnou Českou republiku – za tu dal i 6 reprezentačních gólů. Celkem dal 153 ligových gólů – 38 v RH Cheb, 62 v Sigmě Olomouc, 50 v Petře Drnovice a 3 v FC Linec. Je tak členem Klubu ligových kanonýrů.

## Reprezentační kariéra
Radek Drulák debutoval v A-mužstvu Československa 28. března 1984 v přátelském utkání proti domácí NDR, v 63. minutě střídal na hřišti Zdeňka Válka. Utkání skončilo vítězstvím NDR 2:1.
V dresu české reprezentace se zúčastnil Mistrovství Evropy ve fotbale 1996, kde český národní tým získal stříbro po finálové porážce od Německa. Radek Drulák se objevil v úvodním zápase základní skupiny právě proti Německu (prohra ČR 0:2) a v semifinále proti Francii (0:0 po prodloužení, výhra ČR 6:5 na pokutové kopy).
Bilance Radka Druláka:
- za Československo: 3 zápasy, 1 výhra, 1 remíza, 1 prohra, 0 vstřelených gólů.
- za Českou republiku: 16 zápasů, 9 výher, 4 remízy, 3 prohry, 6 vstřelených gólů.

### Reprezentační góly a zápasy
| Rok    | Zápasy | Góly |
| ------ | ------ | ---- |
| 1984   | 2      | 0    |
| 1989   | 1      | 0    |
| Celkem | 3      | 0    |

| Rok    | Zápasy | Góly |
| ------ | ------ | ---- |
| 1995   | 7      | 4    |
| 1996   | 8      | 2    |
| 1997   | 1      | 0    |
| Celkem | 16     | 6    |

Góly Radka Druláka za reprezentační A-mužstvo České republiky:
| Gól | Datum        | Stadion             | Soupeř      | Skóre (min.) | Výsledek      | Soutěž                   | Gól         |
| --- | ------------ | ------------------- | ----------- | ------------ | ------------- | ------------------------ | ----------- |
| 010 | 06. 9. 1995  | Letná, Praha        | Norsko      | 02:00 (86.)  | 2:0           | Kvalifikace na EURO 1996 | padl ze hry |
| 02  | 15. 11. 1995 | Letná, Praha        | Lucembursko | 01:00 (37.)  | 3:0           | Kvalifikace na EURO 1996 | padl ze hry |
| 03  | 15. 11. 1995 | Letná, Praha        | Lucembursko | 02:00 (46.)  | 3:0           | Kvalifikace na EURO 1996 | padl ze hry |
| 04  | 13. 12. 1995 | Kuwait City, Kuvajt | Kuvajt      | 00:20 (50.)  | 1:2           | přátelské utkání         | padl ze hry |
| 05  | 11. 12. 1996 | Casablanca, Maroko  | Nigérie     | 01:00 (11.)  | 2:1           | pohár Hassana II.        | padl ze hry |
| 06  | 12. 12. 1996 | Casablanca, Maroko  | Chorvatsko  | 01:00 (4.)   | 1:1 01:4 pen. | pohár Hassana II.        | padl ze hry |

## Ligová bilance
| Ročník                                              | Zápasy | Góly | Klub                 |
| --------------------------------------------------- | ------ | ---- | -------------------- |
| 1. československá fotbalová liga 1981/82            | 13     | 1    | TJ Rudá hvězda Cheb  |
| 1. československá fotbalová liga 1982/83            | 17     | 8    | TJ Rudá hvězda Cheb  |
| 1. československá fotbalová liga 1983/84            | 28     | 16   | TJ Rudá hvězda Cheb  |
| 1. československá fotbalová liga 1984/85            | 25     | 3    | TJ Rudá hvězda Cheb  |
| 1. československá fotbalová liga 1985/86            | 10     | 0    | TJ Rudá hvězda Cheb  |
| 1. československá fotbalová liga 1986/87            | 29     | 10   | TJ Rudá hvězda Cheb  |
| 1. československá fotbalová liga 1987/88            | 29     | 19   | TJ Sigma ZTS Olomouc |
| 1. československá fotbalová liga 1988/89            | 28     | 20   | TJ Sigma ZTS Olomouc |
| 1. československá fotbalová liga 1989/90            | 11     | 1    | TJ Sigma ZTS Olomouc |
| 1. československá fotbalová liga 1990/91            | 10     | 12   | SK Sigma MŽ Olomouc  |
| 2. německá fotbalová Bundesliga 1990/91             | 14     | 10   | VfB Oldenburg        |
| 2. německá fotbalová Bundesliga 1991/92 – sk. sever | 30     | 21   | VfB Oldenburg        |
| 2. německá fotbalová Bundesliga 1992/93             | 39     | 19   | VfB Oldenburg        |
| 2. německá fotbalová Bundesliga 1993/94             | 18     | 0    | Chemnitzer FC        |
| 1. česká fotbalová liga 1994/95                     | 27     | 15   | FC Petra Drnovice    |
| 1. česká fotbalová liga 1995/96                     | 29     | 22   | FC Petra Drnovice    |
| 1. česká fotbalová liga 1996/97                     | 13     | 13   | FC Petra Drnovice    |
| Rakouská fotbalová Bundesliga 1996/97               | 9      | 3    | FC Linz              |
| Gambrinus liga 1997/98                              | 23     | 10   | SK Sigma Olomouc     |
| Gambrinus liga 1998/99                              | 2      | 0    | SK Sigma Olomouc     |
| CELKEM 1. ligy                                      | 303    | 153  |                      |
| CELKEM 2. liga (od 1991)                            | 101    | 50   |                      |

## Po skončení kariéry
Po odchodu z profesionálního fotbalu hrál spolu se svým synem za Velké Bílovice, jako hráčský agent zastupoval mj. Michala Hubníka, později pracoval jako barman a řidič kamionu.

### Kritika českého národního týmu
Po zápasech v Norsku (přípravné utkání 10. srpna 2011, Norsko vyhrálo doma 3:0) a Skotsku (kvalifikační utkání, remíza ve Skotsku 2:2) kritizoval herní projev českého mužstva a osobu trenéra Michala Bílka: To není žádná perzóna. Nikdy nebyl. Po vítězném barážovém dvojutkání s Černou Horou, které českému týmu zajistilo postup na EURO 2012 někteří hráči vytvořili ještě na letišti v Podgorici kolečko a zpívali na melodii Chodím po Broadwayi vulgární popěvek označující Druláka za eunucha. Vznikl z toho skandál, manažer týmu Vladimír Šmicer čelil kritice, že hráče nezarazil. Kapitán Rosický se následně oficiálně omluvil za nevhodné chování hráčů a tým dostal od fotbalového svazu pokutu 2 000 000 Kč.